# Geddaim
Geddàim è un centro abitato della Libia, nella regione della Tripolitania.
Fu fondato in epoca coloniale (1938) con il nome di Oliveti, in memoria di Ivo Oliveti. Il nucleo originario fu progettato dall'architetto Umberto Di Segni.